# Рейд на Дарвин (2 мая 1943)
Японский налёт на Дарвин (англ. Raid on Darwin) — воздушная атака на Дарвин 2 мая 1943 года в рамках Северо-Западной кампании Второй мировой войны. Более 20 японских бомбардировщиков и истребители Mitsubishi A6M Zero атаковали австралийский город Дарвин. Это нападение стало 54-й японским авиаударом по Австралии. Подразделение Королевских австралийских ВВС, ответственное за оборону города, вступило в бой с японскими самолётами, однако понесло серьёзные потери, также бой осложнялся тем, что австралийцы испытывали нехватку топлива. В дальнейшем первое крыло Королевских ВВС Австралии избрало новую тактику боевых действий, которая оказалась более успешной в борьбе с более поздними налётами вражеской авиации.